# Nowe Miasto Lubawskie
Nowe Miasto Lubawskie (în germană Neumark in Westpreußen) este un oraș în Polonia.